# Лисичји реп
Лисичји реп (лат. Alopecurus pratensis) је вишегодишња биљка која припада породици Poaceae. Аутохтона је у подручју Eвропе и Aзије.
Може се наћи на ливадама, посебно на неутралним земљиштима. Она се јавља на влажним, плодним земљиштима, али избегава мочварна подручја, растресита или сува земљишта.
Ова врста се гаји због пашњака и сена и натурализована је у многим областима изван природног опсега, укључујући Аустралију и Северну Америку.

## Идентификација
Рано цвета, од априла до јуна. 
Она може да израсте до висини од око 110 цм. Стабљика је усправна и чврста, кора је глатка и цилиндрична. Листови су широки око 5 мм и нису длакави.
Лигула је дуга од 1-2,5 милиметара.

## Сличност са другим ливадским врстама
Лисичји реп има два заједничка рођака, мочварни лисичји реп (Alopecurus geniculatus) и црну траву (А. myosuroides). Често се меша са мачјим репом (Phleum Ливада). Мачји реп цвета касније, од јуна до августа. 

## Екологија
Гусенице неких врста лептира га користите у исхрани. Поред тога, мужјаци комараца често се могу наћи на овом цвету како пију нектар.